# 명불허전 (2012년 텔레비전 프로그램)
《명불허전》은 KBS N 스포츠에서 매주 월요일 ~ 수요일 밤 12시에 방송된 스포츠 중계 프로그램이다.

## 기획 의도
스포츠 경기 명 장면을 재구성하는 프로그램이다.

## 방송 시간
KBS 1TV 방송 시간은 당일 방송이 오전 5시에서 다음날 새벽 4시 50분에 종료되기 때문에 금요일 방송으로 구분된다.
※ 2012년 10월 8일 KBS 1TV 24시간 방송 체제 도입 이후 기준임
| 방송 채널    | 방송 기간                         | 방송 시간                                    |
| ------------ | --------------------------------- | -------------------------------------------- |
| KBS N 스포츠 | 2012년 4월 9일 ~ 2013년 3월 28일  | 매주 월요일 ~ 금요일 밤 12:00 ~ 12:30 (30분) |
| KBS 1TV      | 2012년 10월 26일 ~ 2013년 4월 5일 | 매주 금요일 밤 2:10 ~ 3:10 (60분)            |
| KBS 1TV      | 2013년 4월 12일 ~ 2013년 9월 20일 | 매주 금요일 밤 2:40 ~ 3:40 (60분)            |

## 방송 회차

### 2012년
| 회차 | 방송일   | 부제                              | 경기 출연자                              | 비고 |
| ---- | -------- | --------------------------------- | ---------------------------------------- | ---- |
| 1    | 4월 9일  | 일본 킬러챔피언짱구               | 장정구                                   |      |
| 2    | 4월 10일 | 1982년 프로야구 개막              |                                          |      |
| 3    | 4월 11일 | 영원한 라이벌                     | 연세대학교 & 고려대학교                  |      |
| 4    | 4월 16일 | 세계 챔피언 대결                  | 장정구 & 헤르만토레스                    |      |
| 5    | 4월 17일 | 농구대잔치 챔피언 결정전          | 기아 vs 삼성 1~3차전                     |      |
| 6    | 4월 18일 | 모래판의 황제                     | 이만기의 탄생                            |      |
| 7    | 4월 23일 | 목숨 걸고 싸우겠다                | 김득구 vs 레이 맨시니                    |      |
| 8    | 4월 24일 | 장윤창의 화려한 마지막 불꽃       | 92~93 대통령배 배구대회                  |      |
| 9    | 4월 25일 | 우생의 주인공                     | 2004년 아테네 올림픽 여자핸드볼 대한민국 |      |
| 10   | 4월 30일 | 악동 천하장사                     | 장지영                                   |      |
| 11   | 5월 1일  | 대학돌풍! 93-94 농구대잔치        | 연세대학교 vs 상무                       |      |
| 12   | 5월 2일  | 1999년 프로야구 플레이오프 7차전  | 삼성 vs 기아                             |      |
| 13   | 5월 7일  | 94-95 농구대잔치 결승전           | 삼성 vs 기아 4차전                       |      |
| 14   | 5월 8일  |                                   | 2004년 아테네 올림픽 여자 양궁           |      |
| 15   | 5월 9일  | WBA 플라이급 챔피언               | 김태식 권투선수                          |      |
| 16   | 5월 14일 | 1980년 농구명가                   | 현대 vs 삼성                             |      |
| 17   | 5월 15일 | 2004년 아테네 올림픽 결승전       | 유승민 vs 왕하오                         |      |
| 18   | 5월 16일 | 1998년 프로축구                   | 울산 현대 vs 수원 삼성                   |      |
| 19   | 5월 21일 | 권투 라이벌전                     | 박종팔 vs 나경민                         |      |
| 19   | 5월 21일 | 권투 라이벌전                     | 백인철 vs 황준석                         |      |
| 20   | 5월 22일 | 2002년 아시안 게임 남자농구결승전 | 대한민국 vs 중국                         |      |
| 21   | 5월 23일 |                                   | 2006년 토리 노동계 올림픽 남자쇼트트랙   |      |
| 22   | 5월 28일 | 한판승의 사나이                   | 유도선수 이원희                          |      |
| 23   | 5월 29일 |                                   | 권투 백인철                              |      |
| 24   | 5월 30일 | 1998년 K리그 플레이오프 1차전     | 포항 vs 울산                             |      |
| 25   | 6월 4일  |                                   | 권투 문성길                              |      |